# Gärdhems landskommun
Gärdhems landskommun var en tidigare kommun i dåvarande Älvsborgs län.

## Administrativ historik
Kommunen bildades  i Gärdhems socken i Väne härad i Västergötland när 1862 års kommunalförordningar trädde i kraft. När Trollhättans stad bildades 1 januari 1916 överfördes dit några områden från denna landskommun. 
Vid kommunreformen 1952 uppgick den resterande delen av landskommunen Södra Väne landskommun som 1967 uppgick i Trollhättans stad som 1971 ombildades till Trollhättans kommun. 

## Politik

### Mandatfördelning i Gärdhems landskommun 1938-1946
| 1 | 9 | 1 | 7 | 2 |

| 20 |

| 1 | 10 | 6 | 1 | 2 |

| 20 |

| 2 | 8 | 7 | 1 | 2 |

| 20 |